# Zacharias Hofdijk van Beresteyn
Zacharias Cornelisz Hofdijk van Beresteyn (Delft, 19 januari 1623 - Delft, 23 juli 1679) was burgemeester van Delft van 1677-1679. Eerder was hij advocaat en gemeenteraadslid. Hij trouwde op 9 juni 1674 met Agneta Deutz. De familie Van Beresteyn was een gegoede Delftse familie. Als stamvader wordt genoemd Pouwels Cornelisz van Berestein (1548-1625), een Haarlemse koopman die in 1580 naar Delft kwam en tussen 1601 en 1608 burgemeester was. Onder zijn nazaten waren twee burgemeesters van Delft, namelijk Cornelis Paulus van Berenstein (1631 - 1638) en de genoemde Zacharias.
Hofdijk van Beresteyn bezat een landgoed bij Ouddorp op het toenmalige eiland Westvoorn. Van de Hofdijk, zoals hij het landhuis noemde is niet veel meer over. In Van Dams Beschrijving van het eiland Westvoorn uit het einde van de 17e eeuw staat de Hofdijk als volgt omschreven: Dese Plaets is soo schoon ende sierlyck beplant, dat sy veel phantasien in Holland niet behoeft te wijcken; gy gaet er van vooren in met eene schoone laen, aan wederzijden met ypeboomen. Wel heet de weg waaraan het landgoed was gelegen, nog altijd Hofdijksweg. Wellicht kwam Hofdijk van Beresteyn in contact met het eiland, daar Delftse soldaten werden ingekwartierd op het eiland in 1665 in verband met de Engelse oorlogen. Hij zat toen reeds in de gemeenteraad. In 1677 verwierf hij de heerlijkheid Middelharnis. In dat jaar werd hij ook burgemeester van Delft.
Zacharias Hofdijk van Beresteyn was slechts twee jaar burgemeester van de stad. Hij overleed in 1679 op 56-jarige leeftijd.